# Kavilo
Kavilo (ćir.: Кавило, mađ.: Rákóczitelep ili Kavilló) je naselje u općini Bačka Topola u Sjevernobačkom okrugu u Vojvodini.

## Stanovništvo
U naselju Kavilo živi 233 stanovnika, od čega 192 punoljetana stanovnik s prosječnom starosti od 43,3 godina (41,6 kod muškaraca i 45,3 kod žena). U naselju ima 89 domaćinstva, a prosječan broj članova po domaćinstvu je 2,62.
Prema popisu iz 1991. godine u naselju je živjelo 259 stanovnika.
| Etnički sastav 2002. |            |        |
| Narod                | Stanovnika |        |
| Mađari               | 215        | 92,27% |
| Hrvati               | 2          | 0,85%  |
| nepoznato            | 0          | 0,00%  |

| broj stanovnika | 97    | 229   | 223   | 209   | 276   | 259   | 233   |
|                 | 1948. | 1953. | 1961. | 1971. | 1981. | 1991. | 2001. |